# Far Eastern Freight Conference
Die Far Eastern Freight Conference (FEFC) war eine von 1879 bis 2008 bestehende Linienkonferenz. Damit war die als Agreement for the Working of the China and Japan Trade, Outward and Homeward gegründete Konferenz der zweitälteste Zusammenschluss dieser Art.

## Geschichte
Am 1. September 1879 gründeten neun Vertragspartner unter der Führung des Schifffahrtsagenten und Reeders John Samuel Swire das Agreement for the Working of the China and Japan Trade, Outward and Homeward. Der Linienzusammenschluss, dem die britischen Reedereien P&O, Blue Funnel Line, Glen Line, Shire Line, Castle Line und Ben Line, sowie die französische Reederei Messageries Maritimes angehörten, stellte ein gegenseitig bindendes einheitliches Tarifsystem für die verschiedenen Frachten und Dienste der Linienschifffahrt zwischen Europa und den Häfen des Fernen Ostens dar.
Erst 1941 erhielt die Konferenz den heutigen Namen Far Eastern Freight Conference (FEFC).
Die Konferenz stellte ihre Arbeit am 17. Oktober 2008 ein.
Die Mitgliederliste umfasste zuletzt:
- ANL Container Lines Pty Ltd
- APL Company Pte Ltd.
- CMA CGM SA
- CSAV Norasia Liner Services
- Egyptian International Shipping Company
- Hapag-Lloyd AG
- Hyundai Merchant Marine Company Ltd.
- “K” Line
- Maersk Line
- MISC BERHAD
- Mitsui O.S.K. Lines Ltd.
- Mediterranean Shipping Company SA
- Nippon Yusen Kaisha
- Orient Overseas Container Line
- Safmarine
- Yangming Marine Transport Corporation